# فاتح يلماز (لاعب كرة قدم)
فاتح يلماز هو لاعب كرة قدم تركي، ولد في 19 مايو 2002.